# Fissidens bogosicus
Fissidens bogosicus är en bladmossart som beskrevs av C. Müller 1872. Fissidens bogosicus ingår i släktet fickmossor, och familjen Fissidentaceae. Inga underarter finns listade i Catalogue of Life.